# Eduard Slavoljub Penkala
Eduard Slavoljub Penkala (Liptovski Mikulaš, 20. april 1871 — Zagreb, 5. februar 1922) bio je inženjer i pronalazač holandsko-poljskog porekla aktivan u današnjoj Hrvatskoj.

## Biografija
Njegovo poreklo je poljsko-holandsko. Jedan je od najznačajnijih pronalazača sa početka 20. veka. Nakon mature 28. septembra 1892. i završetka studija na univerzitetima u Beču i Drezdenu, diplomirao je na Kraljevskoj visokoj tehničkoj školi u Drezdenu 25. marta 1898. i napisao doktorsku disertaciju iz organske hemije.
Nakon ženidbe izabrao je Zagreb kao boravište svoje porodice i nastanio se na današnjem Trgu kralja Tomislava br. 17. Ovdje je počela njegova blistava karijera. Prihvatio je državnu službu i 14. juna 1904. položio službenu zakletvu. S vremenom je svom imenu pridodao "Slavoljub" i postao naturalizovani Hrvat.

## Penkaline inovacije i patenti
Njegov opus obuhvata od 70 do 80 pronalazaka iz područja mehanike, hemije, fizike, aeronautike (vazduhoplovstva) itd.  
Već 1903. godine je patentirao "Termofor" u Budimpešti, Beču i drugim gradovima.  
Uporedno sa tim radio je na pronalascima mehaničke olovke i nalivpera: 
Prvu mehaničku olovku na svetu je patentirao 24. januara 1906. godine. 
Već 1907. godine patentirao je prvo nalivpero na svijetu s čvrstim mastilom i to 31. maja 1907. godine. Patenti su prijavljeni u više od 35 zemalja sveta. U tom vremenu inženjer Slavoljub Penkala je stalno povećavao proizvodnju. Iz svoje radionice na Trgu kralja Tomislava 17, se preselio u Prašku ulicu br. 3. 
Sve veća potražnja na tržištu je povećavala proizvodnju i već 1906. godine je počela saradnja između Edmunda Mostera i ing. Slavoljuba Penkale, koja je dovela do stvaranja preduzeća Penkala-Moster. Zajednički počinju da grade novu fabriku u današnjoj Branimirovoj ulici, koju su 1911. godine završili i stvorili zajedničko deoničarsko društvo Penkala-Edmund Moster d.d. Uporedo s fabrikom u Zagrebu drugi član porodice Moster zajedničkim kapitalom otvara drugu fabriku u Nemačkoj, u Berlinu. 
Penkala, olovke i nalivpera izvoze se u više od sedamdeset zemalja sveta i fabrika od 300 radnika 1911. godine povećava taj broj na 800 radnika. Može se reći da je u periodu od 1912. do 1926. godine to bila jedna od najvećih fabrika pribora za pisanje u Svetu.
Uporedo sa procvatom fabrike Penkala-Moster d.d., inženjer Slavoljub Penkala intenzivno je radio na području aero-nautike. Već godine 1907. je prijavio Kraljevskoj patentnoj kancelariji u Budimpešti, ali i drugim zemljama, kao i kod mehaničke olovke i nalivpera, svoje patente za vazdušni jastuk od 27. decembra 1909, a 10. decembra 1909. za avion. 
Inženjer Penkala ne samo da je prijavljivao patente, već je izrađivao i avion po svojim nacrtima i zamislima, koji je dovršio 1910. godine i iste 1910. na njemu leti prvi hrvatski pilot Dragutin Novak. Za vreme gradnje aviona izgradio je hangar na vojnom vežbalištu u Črnomercu i tako otvara prvi aerodrom u Hrvatskoj. 
Nakon ovih velikih useha, inženjer Slavoljub Penkala je i dalje radio na pronalascima, koje je koristio u fabrici Penkala ili ih pripremao za osnivanje nove industrije Elevator d.d. za hemijsku industriju. Proizvodnju počinje pod imenom Elevator, Vinovica, proizvodi E:M: Penkala i dr. Proizvodi glasoviti Radium Vinovica, preparat protiv svih vrsta reumatičnih bolova, zatim prve deterdžente za pranje veša (plavilo), pa sredstva za impregnaciju drva, pečatne voskove itd. Od male radionice na početku Tuškanca stvorena je nova industrija u Ulici Marije Valerije (posle Kukovićeva i danas Ulica braće Kavurića) u dvorištu između Gundulićeve i Preradovićeve ulice s nazivom Elevator za hemijsku industriju d.d. 
Sve vreme činio je značajne napore na razvoju industrije na području grada Zagreba i čitave Hrvatske.
Iznenada je umro 5. februara 1922. godine, nakon službenog puta s kojeg se vratio s upalom pluća. Na taj način je u 51. godini prekinut život jednog velikog pronalazača i privrednika. 
Mnogi smatraju da do danas nisu završena istraživanja svih njegovih aktivnosti na području pronalazačkog rada.

## Spoljašnje veze
- Penkala
- https://web.archive.org/web/20090625054127/http://www.croatia.hr/Hrvatski/Penkala/Inovacije.aspx Penkaline inovacije i patenti]
- /Сајт ТОЗ "Славољуб Пенкала"